# Cieniowanie płaskie

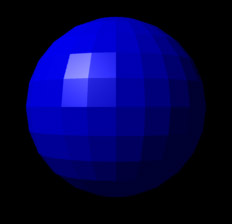
Kula – cieniowanie płaskie

Cieniowanie płaskie (ang. flat shading) – technika tworzenia oświetlenia w trójwymiarowej grafice komputerowej polegająca na określaniu jasności każdej ściany modelowanej siatki wielokątów, opierając się na kącie pomiędzy powierzchnią ściany a kierunkiem padania światła, uwzględniając kolor ściany i oświetlenia oraz intensywność światła. 
Podstawową zaletą cieniowania płaskiego jest wysoka szybkość renderowania. Przede wszystkim wynika to z potrzeby wykonania tylko jednego obliczenia na każdą ścianę, podczas gdy w cieniowaniu Gourauda trzeba wyznaczyć oświetlenie dla każdego wierzchołka wielokąta (co najmniej 3) tworzącego ścianę, natomiast w cieniowaniu Phonga obliczenia są wymagane dla każdego piksela obrazu. Ponadto wypełnianie wielokątów jednym kolorem jest bardzo szybkie, nawet w przypadku komputerów nie posiadających akceleratorów graficznych.
Wadą cieniowania płaskiego jest to, że każda ściana modelu ma jednolitą barwę, co sprawia wrażenie występowania kantów i płaskich powierzchni; jest to tym bardziej zauważalne, im mniej złożony jest model.
Cieniowanie płaskie często wykorzystuje się wtedy, gdy szybkość i płynność wykonania jest ważniejsza niż jakość obrazu (np. podczas wstępnego etapu tworzenia grafiki), przy renderowaniu brył kostkowych (np. graniastosłupów, ostrosłupów) lub gdy bardziej zaawansowane metody są zbyt kosztowne. W przypadku, gdy pożądana jest większa dokładność i estetyka modelowania oświetlenia, stosuje się cieniowanie Gourauda lub cieniowanie Phonga – cieniowanie płaskie to z nich najmniej realistyczna metoda.